# Archángelos (ort i Grekland, Mellersta Makedonien, Nomós Imathías)
Archángelos är en ort i Grekland.   Den ligger i prefekturen Nomós Imathías och regionen Mellersta Makedonien, i den norra delen av landet, 300 km norr om huvudstaden Aten. Archángelos ligger 7 meter över havet och antalet invånare är 378.
Terrängen runt Archángelos är platt, och sluttar österut. Runt Archángelos är det ganska tätbefolkat, med 134 invånare per kvadratkilometer. Närmaste större samhälle är Véroia, 17,9 km söder om Archángelos. Trakten runt Archángelos består till största delen av jordbruksmark.